# Кошка-Золушка
«Кошка-Золушка» (итал. Gatta Cenerentola) — итальянский анимационный фильм 2017 года, снятый режиссёрами Алессандро Раком, Иваном Каппьелло, Марино Гуарньери и Дарио Сансоном. Мировая премьера ленты состоялась 6 сентября 2017 на 74-м Венецианском международном кинофестивале, где она принимала участие в секции «Венецианские горизонты».
Фильм принимал участие в выборе претендента от Италии для категории «Лучший фильм на иностранном языке» 90-й кинопремии «Оскар» Американской киноакадемии, однако в итоге не был отобран. В 2018 году фильм был номинирован в 7 категориях итальянской национальной кинопремии «Давид ди Донателло», в том числе за лучший фильм, и получил две награды.

## Сюжет
Витторио Базиль — богатый ученый и судовладелец; один из его кораблей — «Мегарид», является высокотехнологичным кораблем, который записывает все, что происходит внутри, и показывает это в виде голограмм. Базиль хочет превратить гавань Неаполя в огромную технологическую гавань, а Мегарид — в цифровую базу данных, которая хранит память обо всех, кто ступает внутрь корабля.